# Dyskografia Seleny Gomez
Dyskografia Seleny Gomez – amerykańskiej piosenkarki, składa się z trzech albumów studyjnych, jednego albumu kompilacyjnego i czterech minialbumów, trzydziestu trzech singli (wraz z gościnnym udziałem), trzech singli promocyjnych oraz trzydziestu sześciu teledysków.
Zadebiutowała na rynku fonograficznym w 2008 poprzez wydanie singla „Tell Me Something I Don’t Know”, który promował jej minialbum Another Cinderella Story (2009). W latach 2008–2012 występowała w zespole muzycznym Selena Gomez & the Scene. 23 lipca 2013 ukazał się pierwszy solowy album studyjny artystki, zatytułowany Stars Dance. Płyta zadebiutowała na 1. miejscu amerykańskiej listy Billboard 200. Wydawnictwo zostało poprzedzone singlem „Come & Get It”, który dotarł do pierwszej dziesiątki list w Stanach Zjednoczonych, Kanadzie i Wielkiej Brytanii.
W 2014 piosenkarka wydała kompilację, For You, wieńczącą jej sześcioletnią współpracę z Hollywood Records. Następnie podpisała umowę z Interscope Records. Rok później na rynek trafił drugi album, zatytułowany Revival, który także stał się jej kolejnym „numerem jeden” na Billboard 200. Album znalazł się w pierwszej dziesiątce w kilku krajach, w tym w Australii, Kanadzie i Nowej Zelandii. Single „Good for You”, „Same Old Love” i „Hands to Myself” – dotarły do pierwszej dziesiątki w Stanach Zjednoczonych i Kanadzie.
W 2020 wydała trzeci album studyjny, Rare. Płyta była promowana przez singel „Lose You to Love Me”, z którym po raz pierwszy dotarła na szczyt notowania najlepiej sprzedających się singli w Stanach Zjednoczonych.
Do października 2015 łączna sprzedaż płyt piosenkarki i zespołu Selena Gomez & the Scene wynosiła około 7 milionów egzemplarzy, natomiast samych singli ponad 22 milionów.

## Albumy studyjne
| Rok  | Dane dot. albumu                                                                                                 | Najwyższe pozycje na listach | Najwyższe pozycje na listach | Najwyższe pozycje na listach | Najwyższe pozycje na listach | Najwyższe pozycje na listach | Najwyższe pozycje na listach | Najwyższe pozycje na listach | Najwyższe pozycje na listach | Najwyższe pozycje na listach | Najwyższe pozycje na listach | Najwyższe pozycje na listach | Certyfikat | Sprzedaż                        |
| Rok  | Dane dot. albumu                                                                                                 | USA                          | AUS                          | AUT                          | CAN                          | DNK                          | ITA                          | NOR                          | NZL                          | POL                          | SWE                          | GBR                          | Certyfikat | Sprzedaż                        |
| ---- | --- | ---------------------------- | ---------------------------- | ---------------------------- | ---------------------------- | ---------------------------- | ---------------------------- | ---------------------------- | ---------------------------- | ---------------------------- | ---------------------------- | ---------------------------- | --- | ------------------------------- |
| 2013 | Stars Dance - Wydany: 19 lipca 2013 - Wytwórnia: Hollywood - Format: CD, digital download, streaming             | 1                            | 8                            | 6                            | 1                            | 2                            | 4                            | 1                            | 5                            | 5                            | 46                           | 14                           | - CAN: złoto | - USA: 410 000+                 |
| 2015 | Revival - Wydany: 9 października 2015 - Wytwórnia: Interscope - Format: CD, winyl, digital download, streaming   | 1                            | 3                            | 13                           | 2                            | 6                            | 8                            | 2                            | 2                            | 48                           | 8                            | 11                           | - USA: platyna - AUT: platyna - CAN: złoto - DNK: platyna - NOR: platyna - POL: platyna - SWE: platyna - GBR: złoto | - USA: 435 000+ - GBR: 100 000+ |
| 2020 | Rare - Wydany: 10 stycznia 2020 - Wytwórnia: Interscope - Format: CD, winyl, digital download, kaseta, streaming | 1                            | 1                            | 3                            | 1                            | 5                            | 6                            | 1                            | 2                            | 3                            | 7                            | 2                            | - GBR: srebro - NOR: złoto - POL: platyna                                                                           | - GBR: 60 000+                  |

## Kompilacje
| Rok                                                     | Dane dot. albumu                                                                                     | Najwyższe pozycje na listach | Najwyższe pozycje na listach | Najwyższe pozycje na listach | Najwyższe pozycje na listach | Najwyższe pozycje na listach | Najwyższe pozycje na listach | Najwyższe pozycje na listach | Najwyższe pozycje na listach | Najwyższe pozycje na listach | Najwyższe pozycje na listach | Najwyższe pozycje na listach | Sprzedaż        |
| Rok                                                     | Dane dot. albumu                                                                                     | USA                          | AUT                          | BEL (FLA)                    | BEL (WAL)                    | ESP                          | FRA                          | IRL                          | ITA                          | NOR                          | POL                          | GBR                          | Sprzedaż        |
| ------------------------------------------------------- | --- | ---------------------------- | ---------------------------- | ---------------------------- | ---------------------------- | ---------------------------- | ---------------------------- | ---------------------------- | ---------------------------- | ---------------------------- | ---------------------------- | ---------------------------- | --------------- |
| 2014                                                    | For You - Wydany: 24 listopada 2014 - Wytwórnia: Hollywood - Format: CD, digital download, streaming | 24                           | 73                           | 40                           | 67                           | 40                           | 80                           | 95                           | 34                           | 37                           | –                            | 64                           | - USA: 117 000+ |
| „–” oznacza, że album nie był notowany na danej liście. | |                              |                              |                              |                              |                              |                              |                              |                              |                              |                              |                              |                 |

## EP
| Another Cinderella Story |
| --- |
| 1. „Tell Me Something I Don’t Know” – 3:20 2. „Bang a Drum” – 3:12 3. „New Classic” – 3:09 4. „Tell Me Something I Don’t Know” (teledysk) – 3:20 5. „New Classic” (wraz z Drew Seeley, teledysk) – 3:30 |

| For You |
| --- |
| 1. „The Heart Wants What It Wants” – 3:47 2. „Forget Forever” (ST£FAN Remix) – 3:46 3. „Do It” – 2:40 4. „Más” („More” / Spanish Version) (Selena Gomez & the Scene) – 3:31 |

| Selena × Votes |
| --- |
| 1. „Same Old Love” – 3:49 2. „Bad Liar” – 3:34 3. „Survivors” – 3:41 4. „Cut You Off” – 3:02 5. „Lose You to Love Me” – 3:26 6. „Kill Em with Kindness” – 3:37 |

| Revelación |
| --- |
| 1. „De una vez” – 2:35 2. „Buscando amor” – 3:08 3. „Baila conmigo” (oraz Rauw Alejandro) – 3:06 4. „Dámelo tó” (gościnnie: Myke Towers) – 3:04 5. „Vicio” – 2:40 6. „Adiós” – 2:10 7. „Selfish Love” (oraz DJ Snake) – 2:48 |

## Single

### Jako główna artystka
| Rok                                                      | Tytuł                                                         | Najwyższe pozycje na listach | Najwyższe pozycje na listach | Najwyższe pozycje na listach | Najwyższe pozycje na listach | Najwyższe pozycje na listach | Najwyższe pozycje na listach | Najwyższe pozycje na listach | Najwyższe pozycje na listach | Najwyższe pozycje na listach | Najwyższe pozycje na listach | Najwyższe pozycje na listach | Certyfikat | Album                                     |
| Rok                                                      | Tytuł                                                         | USA                          | AUS                          | CAN                          | DNK                          | DEU                          | ITA                          | NOR                          | NZL                          | POL                          | SWE                          | GBR                          | Certyfikat | Album                                     |
| -------------------------------------------------------- | ------------------------------------------------------------- | ---------------------------- | ---------------------------- | ---------------------------- | ---------------------------- | ---------------------------- | ---------------------------- | ---------------------------- | ---------------------------- | ---------------------------- | ---------------------------- | ---------------------------- | --- | ----------------------------------------- |
| 2008                                                     | „Tell Me Something I Don’t Know”                              | 58                           | –                            | –                            | –                            | –                            | –                            | –                            | –                            | –                            | –                            | –                            | | Another Cinderella Story                  |
| 2009                                                     | „Magic”                                                       | 61                           | –                            | 80                           | –                            | –                            | –                            | 5                            | –                            | –                            | –                            | 90                           | | Wizards of Waverly Place                  |
| 2009                                                     | „Send It On” (oraz Miley Cyrus, Jonas Brothers i Demi Lovato) | 20                           | –                            | –                            | –                            | –                            | –                            | –                            | –                            | –                            | –                            | –                            | | —                                         |
| 2013                                                     | „Come & Get It”                                               | 6                            | 46                           | 6                            | 34                           | 58                           | 66                           | 16                           | 14                           | –                            | –                            | 8                            | - USA: 3× platyna - AUS: złoto - CAN: 2× platyna - DNK: złoto - NOR: platyna - NZL: złoto - GBR: srebro                                                                                | Stars Dance                               |
| 2013                                                     | „Slow Down”                                                   | 27                           | 93                           | 29                           | –                            | –                            | 92                           | –                            | –                            | –                            | –                            | 106                          | - USA: platyna | Stars Dance                               |
| 2014                                                     | „The Heart Wants What It Wants”                               | 6                            | 33                           | 6                            | 9                            | 53                           | 80                           | 13                           | 19                           | –                            | 53                           | 30                           | - USA: platyna - CAN: platyna - DNK: złoto - ITA: złoto - NOR: złoto - SWE: złoto | For You                                   |
| 2015                                                     | „Good for You” (gościnnie: A$AP Rocky)                        | 5                            | 10                           | 8                            | 11                           | 29                           | 26                           | 9                            | 14                           | –                            | 24                           | 23                           | - USA: 3× platyna - AUS: 2× platyna - CAN: 2× platyna - DNK: platyna - DEU: złoto - ITA: platyna - NOR: 2× platyna - NZL: złoto - POL: 2× platyna - SWE: 2× platyna - GBR: złoto       | Revival                                   |
| 2015                                                     | „Same Old Love”                                               | 5                            | 33                           | 6                            | 23                           | 56                           | 49                           | 37                           | –                            | 28                           | 37                           | 81                           | - USA: 3× platyna - CAN: 2× platyna - DNK: platyna - DEU: złoto - ITA: platyna - NOR: złoto - NZL: złoto - POL: 2× platyna - SWE: platyna - GBR: srebro                                | Revival                                   |
| 2016                                                     | „Hands to Myself”                                             | 7                            | 13                           | 5                            | 22                           | 52                           | 38                           | 18                           | 5                            | –                            | 20                           | 14                           | - USA: 2× platyna - AUS: 2× platyna - CAN: platyna - DNK: platyna - ITA: platyna - NOR: złoto - NZL: platyna - SWE: 2× platyna - GBR: platyna                                          | Revival                                   |
| 2016                                                     | „Kill Em with Kindness”                                       | 39                           | 33                           | 14                           | 30                           | 39                           | 37                           | 33                           | 28                           | 1                            | 34                           | 35                           | - USA: platyna - AUS: platyna - DNK: złoto - DEU: złoto - ITA: 2× platyna - NOR: złoto - POL: platyna - SWE: platyna - GBR: złoto                                                      | Revival                                   |
| 2017                                                     | „It Ain’t Me” (oraz Kygo)                                     | 10                           | 4                            | 2                            | 2                            | 2                            | 8                            | 1                            | 3                            | 5                            | 2                            | 7                            | - USA: 3× platyna - AUS: 5× platyna - CAN: 8× platyna - DNK: 2× platyna - ITA: 3× platyna - NOR: 6× platyna - NZL: platyna - POL: 3× platyna - SWE: 7× platyna - GBR: platyna          | Stargazing i Rare                         |
| 2017                                                     | „Bad Liar”                                                    | 20                           | 13                           | 11                           | 38                           | 36                           | 47                           | 28                           | 17                           | –                            | 23                           | 21                           | - USA: platyna - AUS: platyna - CAN: platyna - DNK: złoto - ITA: złoto - GBR: złoto | Rare                                      |
| 2017                                                     | „Fetish” (gościnnie: Gucci Mane)                              | 27                           | 23                           | 10                           | 22                           | 36                           | 53                           | 29                           | 16                           | –                            | 24                           | 33                           | - USA: platyna - AUS: złoto - CAN: platyna - DNK: złoto - ITA: złoto - NOR: złoto - POL: złoto                                                                                         | Rare                                      |
| 2017                                                     | „Wolves” (oraz Marshmello)                                    | 20                           | 5                            | 7                            | 8                            | 11                           | 28                           | 5                            | 10                           | 1                            | 7                            | 9                            | - USA: 2× platyna - AUS: 3× platyna - CAN: 3× platyna - DNK: platyna - DEU: platyna - ITA: platyna - NOR: 2× platyna - NZL: platyna - SWE: 2× platyna - GBR: platyna - POL: 3× platyna | Rare                                      |
| 2018                                                     | „Back to You”                                                 | 18                           | 4                            | 4                            | 12                           | 19                           | 49                           | 10                           | 8                            | 5                            | 14                           | 13                           | - USA: 2× platyna - AUS: 2× platyna - DNK: złoto - DEU: złoto - ITA: złoto - NOR: 2× platyna - NZL: złoto - SWE: platyna - GBR: platyna - POL: 3× platyna                              | 13 Reasons Why (ścieżka dźwiękowa) i Rare |
| 2019                                                     | „I Can’t Get Enough” (oraz Benny Blanco, Tainy i J Balvin)    | 66                           | 43                           | 33                           | –                            | 53                           | 53                           | —                            | –                            | –                            | 53                           | 42                           | - USA: złoto - CAN: platyna - POL: złoto | —                                         |
| 2019                                                     | „Lose You to Love Me”                                         | 1                            | 2                            | 1                            | 8                            | 7                            | 24                           | 2                            | 2                            | –                            | 6                            | 3                            | - USA: 2× platyna - AUS: 2× platyna - CAN: 2× platyna - DNK: złoto - NOR: platyna - NZL: złoto - POL: 2× platyna - GBR: platyna                                                        | Rare                                      |
| 2019                                                     | „Look at Her Now”                                             | 27                           | 29                           | 13                           | –                            | 43                           | –                            | 15                           | 23                           | –                            | 53                           | 26                           | - POL: złoto | Rare                                      |
| 2020                                                     | „Rare”                                                        | 30                           | 23                           | 21                           | 36                           | 42                           | 85                           | 29                           | 28                           | –                            | 44                           | 28                           | - AUS: złoto - CAN: złoto - POL: złoto | Rare                                      |
| 2020                                                     | „Boyfriend”                                                   | 59                           | 54                           | 66                           | –                            | 86                           | –                            | –                            | –                            | –                            | –                            | 55                           | | Rare                                      |
| 2020                                                     | „Past Life” (Remix) (oraz Trevor Daniel)                      | 77                           | –                            | 68                           | –                            | –                            | –                            | –                            | –                            | –                            | –                            | –                            | - CAN: złoto | —                                         |
| 2020                                                     | „Ice Cream” (oraz Blackpink)                                  | 13                           | 16                           | 11                           | –                            | 78                           | –                            | –                            | 18                           | –                            | 78                           | 39                           | - CAN: złoto | The Album                                 |
| 2021                                                     | „De una vez”                                                  | 92                           | –                            | 91                           | –                            | –                            | –                            | –                            | –                            | –                            | –                            | –                            | | Revelación                                |
| 2021                                                     | „Baila conmigo” (oraz Rauw Alejandro)                         | 74                           | –                            | 68                           | –                            | 86                           | –                            | –                            | –                            | –                            | –                            | –                            | - POL: złoto | Revelación                                |
| 2021                                                     | „Selfish Love” (oraz DJ Snake)                                | –                            | –                            | 71                           | –                            | –                            | –                            | –                            | –                            | –                            | –                            | 93                           | | Revelación                                |
| 2023                                                     | „Single Soon”                                                 |                              |                              |                              |                              |                              |                              |                              |                              |                              |                              |                              | - POL: złoto | —                                         |
| „–” oznacza, że singel nie był notowany na danej liście. |                                                               |                              |                              |                              |                              |                              |                              |                              |                              |                              |                              |                              | |                                           |

### Z gościnnym udziałem
| Rok                                                      | Tytuł                                                                                    | Najwyższe pozycje na listach | Najwyższe pozycje na listach | Najwyższe pozycje na listach | Najwyższe pozycje na listach | Najwyższe pozycje na listach | Najwyższe pozycje na listach | Najwyższe pozycje na listach | Najwyższe pozycje na listach | Najwyższe pozycje na listach | Najwyższe pozycje na listach | Najwyższe pozycje na listach | Certyfikat | Album                  |
| Rok                                                      | Tytuł                                                                                    | USA                          | AUS                          | CAN                          | DNK                          | DEU                          | ITA                          | NZL                          | POL                          | SWE                          | CHE                          | GBR                          | Certyfikat | Album                  |
| -------------------------------------------------------- | ---------------------------------------------------------------------------------------- | ---------------------------- | ---------------------------- | ---------------------------- | ---------------------------- | ---------------------------- | ---------------------------- | ---------------------------- | ---------------------------- | ---------------------------- | ---------------------------- | ---------------------------- | --- | ---------------------- |
| 2009                                                     | „Whoa Oh! (Me vs. Everyone)” (Remix) (Forever the Sickest Kids, gościnnie: Selena Gomez) | –                            | –                            | –                            | –                            | –                            | –                            | –                            | –                            | –                            | –                            | –                            | | —                      |
| 2015                                                     | „I Want You to Know” (Zedd, gościnnie: Selena Gomez)                                     | 17                           | 22                           | 19                           | 25                           | 39                           | 49                           | –                            | –                            | 23                           | 48                           | 14                           | - USA: platyna - AUS: złoto - DNK: złoto - ITA: złoto - SWE: platyna - GBR: srebro                                                                                  | True Colors            |
| 2016                                                     | „We Don’t Talk Anymore” (Charlie Puth, gościnnie: Selena Gomez)                          | 9                            | 10                           | 11                           | 13                           | 52                           | 1                            | 8                            | 10                           | 13                           | 16                           | 14                           | - USA: 4× platyna - AUS: 2× platyna - CAN: 4× platyna - DNK: 2× platyna - GER: złoto - ITA: 5× platyna - NZL: platyna - CHE: złoto - GBR: platyna - POL: 3× platyna | Nine Track Mind        |
| 2016                                                     | „Hands” (oraz inni artyści)                                                              | –                            | –                            | –                            | –                            | –                            | –                            | –                            | –                            | –                            | –                            | –                            | | —                      |
| 2016                                                     | „Trust Nobody” (Cashmere Cat, gościnnie: Selena Gomez i Tory Lanez)                      | –                            | 46                           | –                            | 61                           | –                            | 92                           | –                            | –                            | –                            | –                            | 92                           | - USA: złoto | 9                      |
| 2018                                                     | „Taki Taki” (DJ Snake, gościnnie: Selena Gomez, Ozuna i Cardi B)                         | 11                           | 24                           | 7                            | 8                            | 8                            | 2                            | 12                           | –                            | 10                           | 3                            | 15                           | - USA: 3× platyna - AUS: platyna - CAN: 3× platyna - DNK: platyna - DEU: złoto - ITA: 2× platyna - NZL: złoto - POL: 3× platyna - GBR: złoto                        | Carte Blanche          |
| 2019                                                     | „Anxiety” (Julia Michaels, gościnnie: Selena Gomez)                                      | –                            | 67                           | 69                           | –                            | –                            | –                            | –                            | –                            | –                            | –                            | –                            | - CAN: złoto | Inner Monologue Part 1 |
| „–” oznacza, że singel nie był notowany na danej liście. |                                                                                          |                              |                              |                              |                              |                              |                              |                              |                              |                              |                              |                              | |                        |

### Single promocyjne
| Rok                                                      | Tytuł             | Najwyższe pozycje na listach | Najwyższe pozycje na listach | Najwyższe pozycje na listach | Najwyższe pozycje na listach | Najwyższe pozycje na listach | Najwyższe pozycje na listach | Najwyższe pozycje na listach | Certyfikat   | Album                      |
| Rok                                                      | Tytuł             | USA                          | CAN                          | FRA                          | DEU                          | POL                          | SWE                          | GBR                          | Certyfikat   | Album                      |
| -------------------------------------------------------- | ----------------- | ---------------------------- | ---------------------------- | ---------------------------- | ---------------------------- | ---------------------------- | ---------------------------- | ---------------------------- | ------------ | -------------------------- |
| 2010                                                     | „Shake It Up”     | –                            | –                            | –                            | –                            | –                            | –                            | –                            |              | Shake It Up: Break It Down |
| 2015                                                     | „Me & the Rhythm” | –                            | 57                           | 143                          | –                            | –                            | –                            | –                            |              | Revival                    |
| 2020                                                     | „Feel Me”         | 98                           | 56                           | 175                          | 63                           | 1                            | 71                           | 89                           | - POL: złoto | Rare                       |
| „–” oznacza, że singel nie był notowany na danej liście. |                   |                              |                              |                              |                              |                              |                              |                              |              |                            |

## Inne notowane lub certyfikowane utwory
| Rok                                                     | Tytuł                                 | Najwyższe pozycje na listach | Najwyższe pozycje na listach | Najwyższe pozycje na listach | Certyfikat         | Album                    |
| Rok                                                     | Tytuł                                 | USA                          | CAN                          | FRA                          | Certyfikat         | Album                    |
| ------------------------------------------------------- | ------------------------------------- | ---------------------------- | ---------------------------- | ---------------------------- | ------------------ | ------------------------ |
| 2009                                                    | „New Classic” (oraz Drew Seeley)      | –                            | –                            | –                            |                    | Another Cinderella Story |
| 2009                                                    | „One and the Same” (oraz Demi Lovato) | 82                           | –                            | –                            |                    | Disney Channel Playlist  |
| 2013                                                    | „Birthday”                            | –                            | –                            | –                            |                    | Stars Dance              |
| 2013                                                    | „Stars Dance”                         | –                            | –                            | 102                          |                    | Stars Dance              |
| 2015                                                    | „Sober”                               | –                            | –                            | –                            |                    | Revival                  |
| 2015                                                    | „Me & My Girls”                       | –                            | 77                           | –                            |                    | Revival                  |
| 2020                                                    | „Dance Again”                         | –                            | 96                           | –                            |                    | Rare                     |
| 2020                                                    | „Ring”                                | –                            | –                            | –                            |                    | Rare                     |
| 2020                                                    | „Vulnerable”                          | –                            | 87                           | –                            |                    | Rare                     |
| 2020                                                    | „People You Know”                     |                              |                              |                              | - POL: złota płyta | Rare                     |
| 2020                                                    | „Crowded Room” (gościnnie: 6lack)     | –                            | 92                           | –                            |                    | Rare                     |
| „–” oznacza, że utwór nie był notowany na danej liście. |                                       |                              |                              |                              |                    |                          |

## Teledyski

### Jako główna artystka
| Rok  | Tytuł                            | Reżyseria                  | Źródło  |
| ---- | -------------------------------- | -------------------------- | ------- |
| 2008 | „Cruella de Vil”                 | —                          | [ 106 ] |
| 2008 | „Tell Me Something I Don’t Know” | Elliott Lester             | [ 107 ] |
| 2008 | „Fly to Your Heart”              | —                          | [ 108 ] |
| 2009 | „New Classic”                    | —                          | [ 109 ] |
| 2009 | „One and the Same”               | Brandon Dickerson          | [ 110 ] |
| 2009 | „Magic”                          | Roman Perez                | [ 111 ] |
| 2009 | „Send It On”                     | —                          | [ 112 ] |
| 2013 | „Come & Get It”                  | Anthony Mandler            | [ 113 ] |
| 2013 | „Slow Down”                      | Philip Andelman            | [ 114 ] |
| 2013 | „Birthday”                       | Ben Renschen               | [ 115 ] |
| 2014 | „Hold On”                        | William H. Macy            | [ 116 ] |
| 2014 | „The Heart Wants What It Wants”  | Dawn Shadforth             | [ 117 ] |
| 2015 | „Good for You”                   | Sophie Muller              | [ 118 ] |
| 2015 | „Good for You”                   | —                          | [ 119 ] |
| 2015 | „Same Old Love”                  | Michael Haussman           | [ 120 ] |
| 2016 | „Hands to Myself”                | Alek Keshishian            | [ 121 ] |
| 2016 | „Kill Em with Kindness”          | Emil Nava                  | [ 122 ] |
| 2017 | „It Ain’t Me”                    | Philip R. Lopez            | [ 123 ] |
| 2017 | „Bad Liar”                       | Jesse Peretz               | [ 124 ] |
| 2017 | „Fetish”                         | Petra Collins              | [ 125 ] |
| 2017 | „Wolves”                         | Colin Tilley               | [ 126 ] |
| 2018 | „Back to You”                    | Scott Cudmore              | [ 127 ] |
| 2019 | „I Can’t Get Enough”             | Jake Schreier              | [ 128 ] |
| 2019 | „Lose You to Love Me”            | Sophie Muller              | [ 129 ] |
| 2019 | „Look at Her Now”                | Sophie Muller              | [ 130 ] |
| 2020 | „Rare”                           | BRTHR                      | [ 131 ] |
| 2020 | „Boyfriend”                      | Matty Peacock              | [ 132 ] |
| 2020 | „Past Life”                      | Vania Heymann i Gal Muggia | [ 133 ] |
| 2020 | „Ice Cream”                      | Seo Hyun-seung             | [ 134 ] |
| 2021 | „De una vez”                     | Los Pérez                  | [ 135 ] |
| 2021 | „Baila conmigo”                  | Fernando Nogari            | [ 136 ] |
| 2021 | „Selfish Love”                   |                            |         |

### Z gościnnym udziałem
| Rok  | Tytuł                   | Reżyseria       | Źródło  |
| ---- | ----------------------- | --------------- | ------- |
| 2015 | „I Want You to Know”    | Brent Bonacorso | [ 137 ] |
| 2016 | „We Don’t Talk Anymore” | Phil Pinto      | [ 123 ] |
| 2016 | „Trust Nobody”          | Jake Schreier   | [ 138 ] |
| 2018 | „Taki Taki”             | Colin Tilley    | [ 139 ] |